# Sfântul Sava al II-lea
Sfântul Sava al II-lea (în sârbă Свети Сава II, Sveti Sava II; n. 1199, Stari Ras, Raški upravni okrug, Serbia – d. 1269, Peć, Regatul medieval al Serbiei) a fost cel de-al treilea arhiepiscop al Bisericii Ortodoxe Sârbe, care a ocupat această funcție din 1263 până la moartea sa în 1271. El a fost fiul mijlociu al regelui Ștefan cel întâi încoronat (Ștefan I Prvovenčani) din dinastia Nemanjić și al soției sale bizantine, Eudokia Angelina. Sava a avut doi frați, Ștefan Radoslav și Ștefan Vladislav (regi ai Serbiei în perioada 1228-1234 și, respectiv, în perioada 1234-1243), și o soră, Komnena. Predislav a luat numele monahal de Sava, după unchiul său, Sfântul Sava, primul arhiepiscop al Bisericii Ortodoxe Sârbe. Biserica Ortodoxă Sârbă îl sărbătorește ca pe un sfânt, iar ziua de sărbătoare este 21 februarie.

## Biografie
Născut ca Predislav (în sârbă Предислав) în c. 1198, a fost fiul mijlociu al regelui Ștefan cel întâi încoronat și al Eudokiei Angelina. El a avut ca frați pe Ștefan Radoslav (n. 1192), Ștefan Vladislav (n. 1198) și ca frate vitreg pe Ștefan Uroš I (n. 1223). El a avut și două surori, Komnena fiind singura al cărei nume este cunoscut.
La sfârșitul vieții, tatăl său, regele Ștefan cel întâi încoronat, a făcut jurământul monahal și a luat numele de călugărie Simeon și a murit la scurt timp, în 1227. Radoslav, care era fiul cel mai mare, a reușit să ajungă rege, încoronat la Žiča de către arhiepiscopul Sava, unchiul său. Fiii mai tineri, Vladislav și Uroš I, au primit ținuturi (apanaj). Sava al II-lea (Predislav) a fost numit episcop de Hum (Zachlumia) la scurt timp după aceea; mai târziu a ajuns arhiepiscop al Serbiei (1263-1270). Biserica și statul au fost astfel dominate de aceeași familie și legăturile dintre cele două, precum și rolul familiei în cadrul Bisericii au continuat.

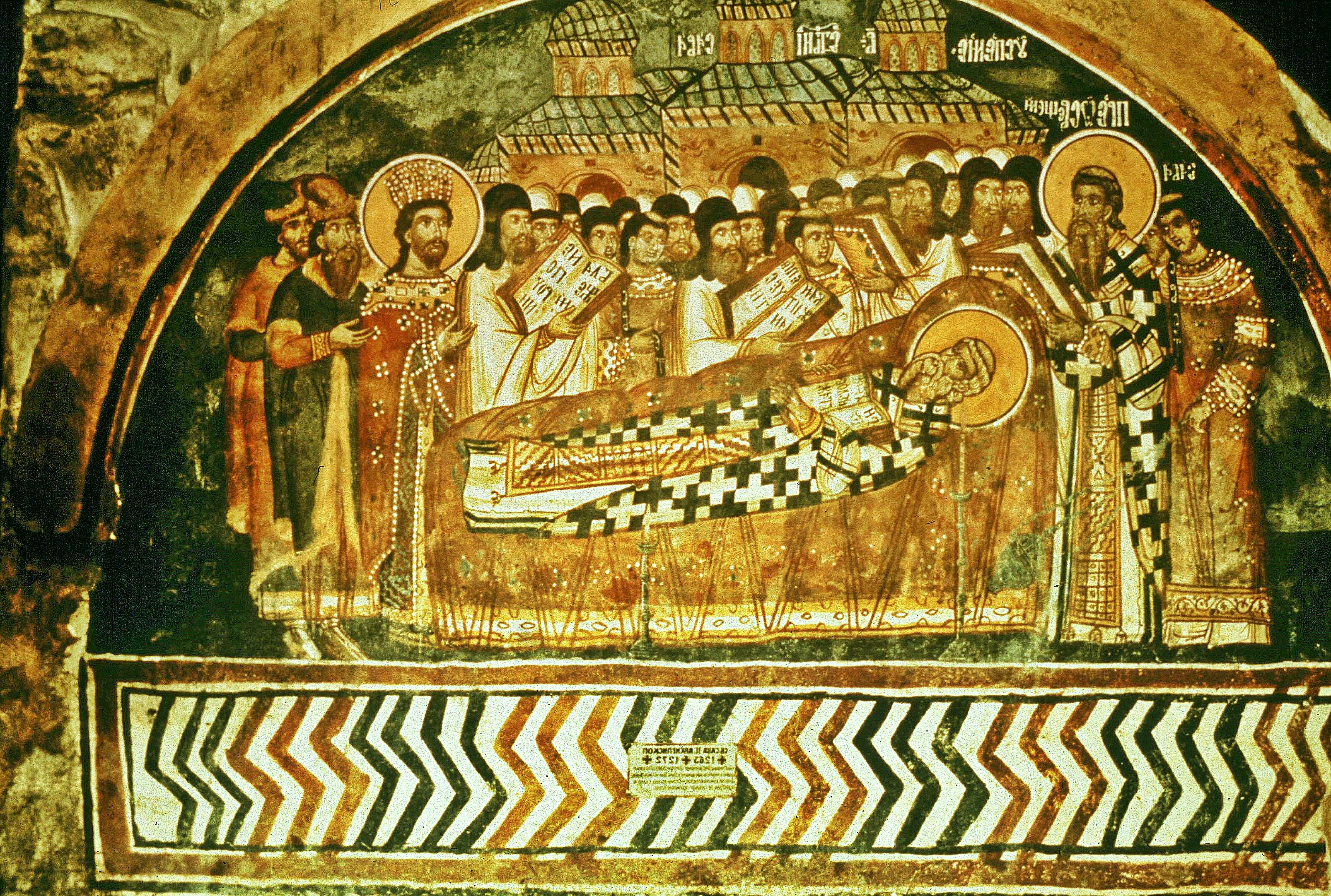
Înmormântarea lui Sava al II-lea, Patriarhia din Peć.

## Vezi și
- Domentijan